# Benno Wolf

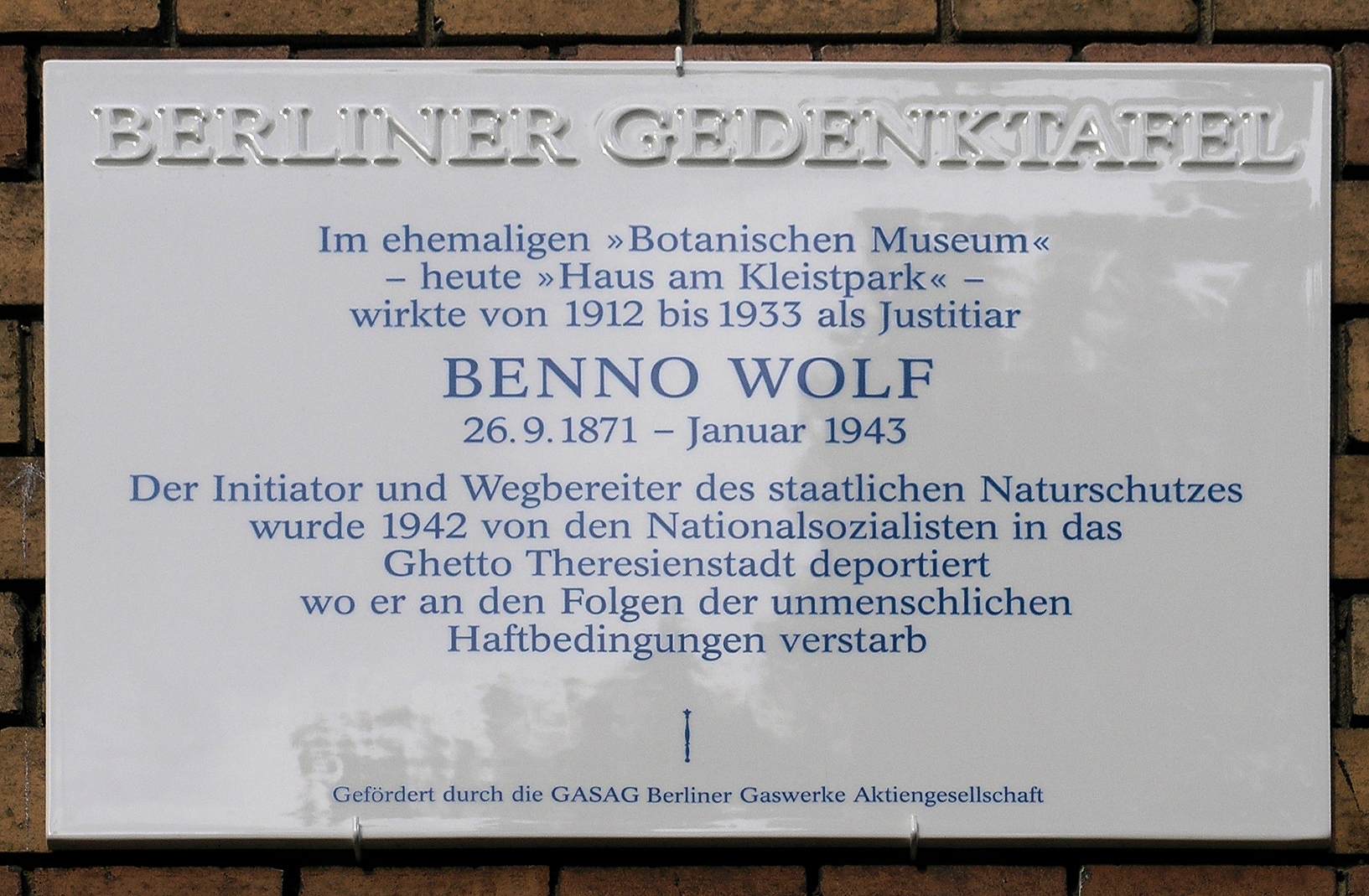
Berliner Gedenktafel am Haus am Kleistpark, Grunewaldstraße 6–7, in Berlin-Schöneberg

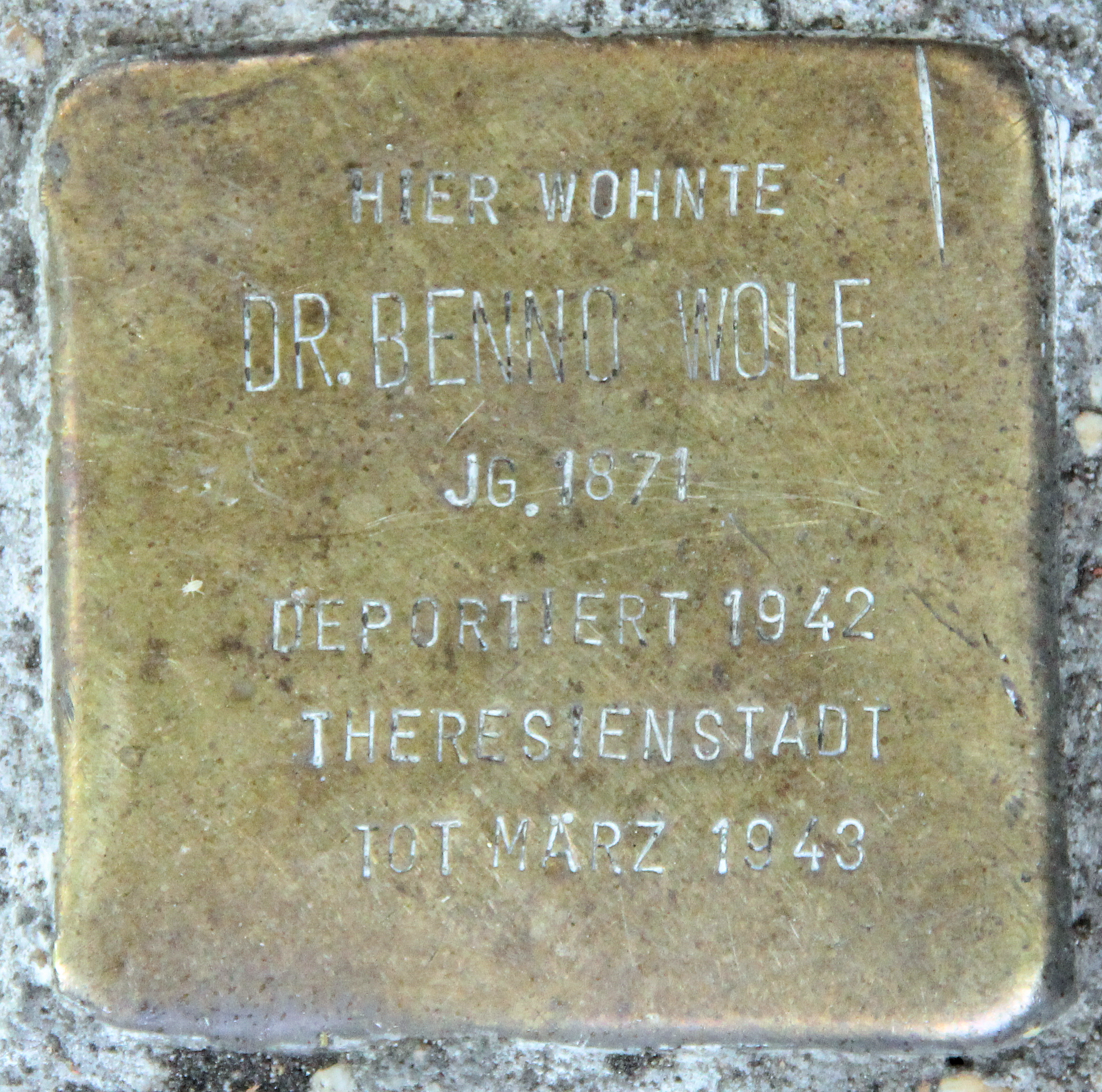
Stolperstein am Haus Hornstraße 6, in Berlin-Kreuzberg

Benno Wolf (geboren 26. September 1871 in Dresden; gestorben 6. Januar 1943 im Ghetto Theresienstadt) war in der Zwischenkriegszeit einer der bedeutendsten europäischen Höhlenforscher und hatte zahlreiche Funktionen inne. So war er jahrelang im Vorstand des Hauptverbandes Deutscher Höhlenforscher und gab dessen Zeitschrift heraus. Er war aktives Mitglied der Deutschen Gesellschaft für Säugetierkunde und weiterer wissenschaftlicher Gesellschaften. Wolf leistete wesentliche Vorarbeiten für die Entstehung des Reichsnaturschutzgesetzes.

## Kaiserreich und Weimarer Republik
Wolf war jüdischer Herkunft, wuchs jedoch im protestantischen Glauben auf. Nach einem Studium der Rechtswissenschaften ließ er sich 1912 als Richter nach Charlottenburg bei Berlin versetzen, um gleichzeitig zunächst ehrenamtlich, ab 1915 hauptamtlich als Justitiar der Staatlichen Stelle für Naturdenkmalpflege in Preußen zu arbeiten. Seine Vorgesetzten waren Hugo Conwentz und Walther Schoenichen, Hans Klose war sein Kollege. Wolf erarbeitete erste Entwürfe für Naturschutzgesetze in Deutschland und im benachbarten Ausland, 1920 wurde der von ihm gestaltete § 34 des preußischen Feld- und Forstordnungsgesetzes als „Kleines Naturschutzgesetz“ allgemein begrüßt. Von Wolf stammt auch der Kommentar „Das Recht der Naturdenkmalpflege in Preußen“ (Berlin 1920).

## Höhlenforschung
Im Jahre 1909 war Benno Wolf Vorsitzender des rheinisch-westfälischen Höhlenvereins „Pluto“ in Elberfeld. Im Jahre 1910 gehörte er zu den Spendern für die Errichtung eines Internationalen Museums für Höhlenkunde in Adelsberg; zu diesem Zeitpunkt war er bereits königlicher Landrichter in Frankfurt am Main. Er veröffentlichte auch Artikel zur Höhlenforschung in der Zeitschrift Natur. Spätestens Anfang der 1920er Jahre zählte er im deutschsprachigen Raum zu den „berühmten und erfahrenen Höhlenforscher[n]“. Als sich 1922 die sich mit Höhlenforschung beschäftigenden Vereine und Verbände in Österreich und Deutschland zu einem „Hauptverband deutscher Höhlenforscher“ zusammenschlossen, wurde Benno Wolf zunächst Vizepräsident und später Generalsekretär.

## Zeit des Nationalsozialismus
Nach der nationalsozialistischen Machtergreifung 1933 kam Wolf aufgrund seiner jüdischen Abstammung seiner Entlassung als Richter und als Justitiar in der Staatlichen Stelle für Naturdenkmalpflege, in der er bis dahin 21 Jahre juristisch gearbeitet hatte, durch ein erzwungenes Abschiedsgesuch zuvor. Sein Vorgesetzter Schoenichen (NSDAP) begrüßte gleichzeitig die antisemitisch begründeten Maßnahmen gegen jüdische Verwaltungskollegen als „Reinigung des Volkes“.
Klose verwendete bei der Formulierung des Reichsnaturschutzgesetzes von 1935 wesentlich die Vorarbeiten Wolfs. Klose wird trotz dieser Anleihen bis heute als „Vater des Reichsnaturschutzgesetzes“ betrachtet. Ebenso stützte sich Klose auf Entwürfe Wolfs für Naturschutzerlasse für die nach 1939 „eingedeutschten polnischen Gebiete“. Unter Klose wurde 1936 im Volksbund Naturschutz der Arierparagraph eingeführt. Vormals wichtige tragende Mitglieder wie Wolf und Max Hilzheimer waren seitdem dort ausgeschlossen.
Der Berliner Fabrikant Julius Riemer, ein international bekannter natur- und völkerkundlicher Sammler, war der engste Freund und aktivste Mäzen von Benno Wolf nach dessen Berufsverbot. Ab 1937 übernahm er die Redaktion der Hauptverbandszeitschrift; zeitweise war er auch amtierender Hauptverbandsvorstand. Er bemühte sich verzweifelt, Wolf vor der Deportation zu bewahren, scheiterte damit aber letztlich.
Wegen seiner jüdischen Abstammung und insbesondere wegen seines kriegswichtig gewordenen Archivs über Höhlen wurde der 70-jährige Benno Wolf am 8. Juli 1942 mit dem 17. Alterstransport in das Ghetto Theresienstadt deportiert. Dort starb er am 6. Januar 1943 infolge der unmenschlichen Haftbedingungen; allerdings war im Mai 1946 sein Schicksal noch ungeklärt. Sein Höhlenarchiv übernahm das Ahnenerbe der SS und wertete es unter Federführung von Hans Brand zu Rüstungszwecken aus.

## Gedenken
Die Leistungen Benno Wolfs wurden nach 1945 von vielen Zeitgenossen verdrängt und vergessen, wohl auch deshalb, weil seine „Kollegen“ aus der Zeit vor 1933 nahtlos die westdeutschen Naturschutzverwaltungen übernehmen konnten. Heutige Autoren loben zwar das Feld- und Forstordnungsgesetz von 1920 als Meilenstein im Naturschutz, erwähnten aber Wolf früher an keiner Stelle. Erst in den letzten Jahren hat sich das geändert und Wolf wurde ein Kapitel in der Festschrift „Staatlicher Naturschutz in Deutschland 1906–2006“ gewidmet.
In ehrenvoller Würdigung der herzlichen Beziehungen, die zwischen Benno Wolf und Dresdner Höhlenforschern um Johannes Ruscher bestanden und zur Erinnerung an seine "letzte Reise", die Wolf unterhalb der Höhle durchs Elbtal zwangsweise nach Theresienstadt führte, haben Mitarbeiter der Höhlenforschergruppe Dresden am 11. August 1996 eine bemerkenswerte Sandsteinhöhle des Sandsteinkarstes der Böhmischen Schweiz nach diesem Forscher (Dr.-Benno-Wolf-Höhle) benannt und eine Inschrift angebracht.
2005 wurde vor seinem Wohnort in der Hornstraße 6 in Berlin-Kreuzberg ein Stolperstein im Pflaster verlegt, nachdem sich eine private Initiative dafür eingesetzt hatte.

### Dr.-Benno-Wolf-Preis
Der Verband der deutschen Höhlen- und Karstforscher (VdHK) stiftete den „Dr.-Benno-Wolf-Preis“, der seit 1996 in unregelmäßigen Abständen verliehen wird. Mit dem Preis sollen besondere Leistungen im Höhlenschutz und in der Höhlenforschung gewürdigt werden und ein Zeichen gegen Intoleranz und Unfreiheit in der wissenschaftlichen Forschung gesetzt werden.
Bisherige Preisträger sind:
- 1996: Hubert Trimmel (Wien)
- 1997: Petra Boldt (Schelklingen-Schmiechen) und Karl Hager (Nürnberg)
- 1999: Geologisches Landesamt Nordrhein-Westfalen (Krefeld)
- 2000: Bodo Schillat (Rinteln-Steinbergen)
- 2002: Herbert W. Franke (Puppling bei München)
- 2003: Wolfgang Dreybrodt (Bremen)
- 2004: Stefan Zaenker (Fulda)
- 2006: Klaus Dobat (Tübingen)
- 2007: Jörg Obendorf (München)
- 2008: Dieter Stoffels (Mülheim)
- 2009: Michael Laumanns (Berlin)
- 2010: Friedhart Knolle (Goslar)
- 2011: Karl-Heinz Pfeffer (Tübingen)
- 2012: Landesverband für Höhlen- und Karstforschung Hessen
- 2013: Ralph Müller (Schrozberg) und Rainer Fohlert (Wutha-Farnroda)
- 2015: Michael Krause (Stuttgart)
- 2017: Wolfgang Ufrecht (Stuttgart)
- 2018: Stefan Voigt (Ennepetal)[12]
- 2019: Jochen Duckeck (Nürnberg)
- 2021: Klaus Bogon (Sontra)
- 2022: Christian Zaenker (Fulda)
- 2023: Speläologische Arbeitsgemeinschaft Hessen, Gemeinde Breitscheid, Holcim Kies & Splitt GmbH
- 2024: Stephan Kempe (Darmstadt)[13]